# مسحج

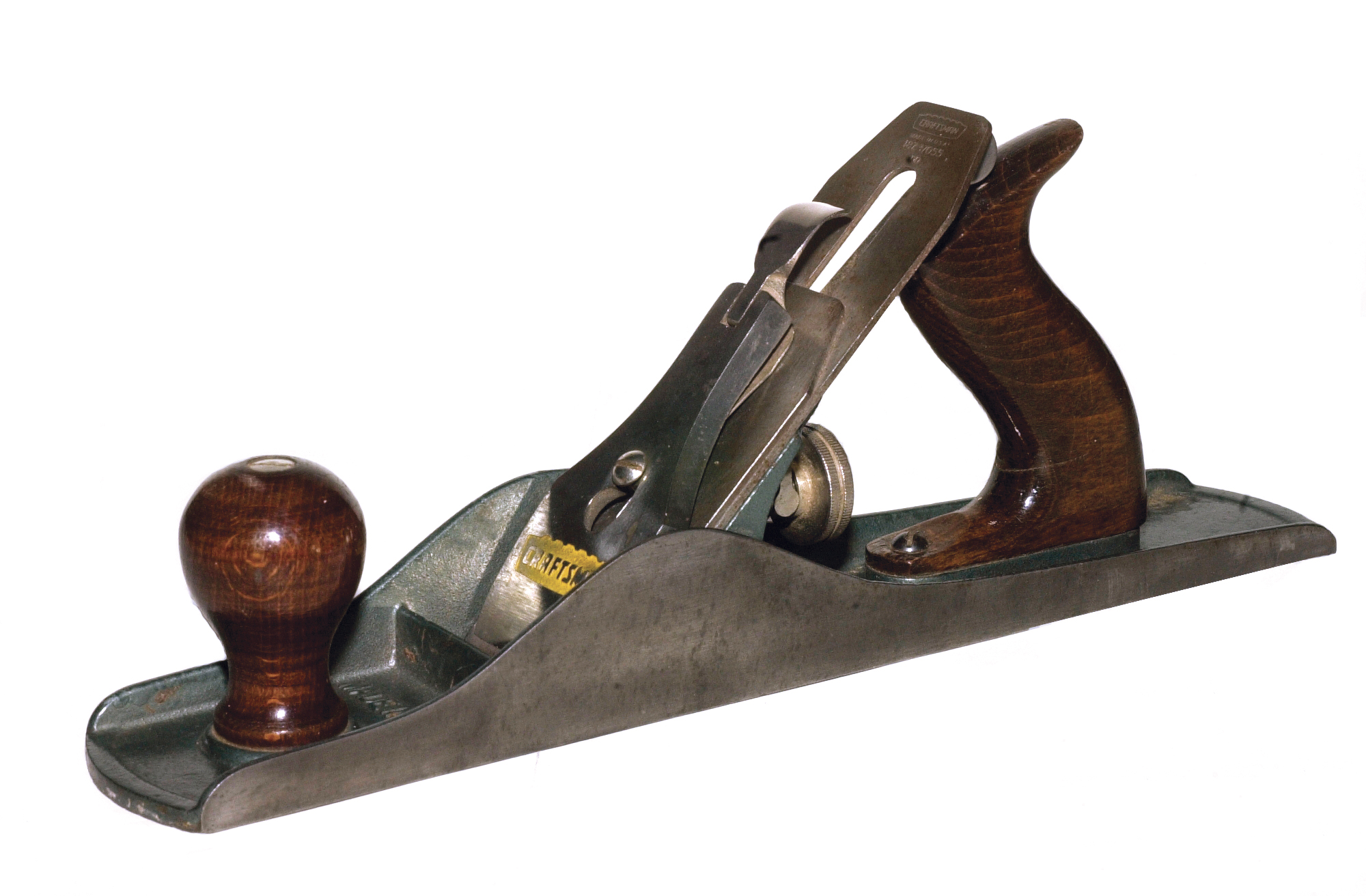
مسحج الحرفي رقم 5

المِسْحَج (الجمع: مَسَاحج) أو مِسْحَل (بالإنجليزية: Plane) هو آلةٌ يدوية يُبْرَي بها الخشَبُ وهي عندما تعمل بالطاقة الكهربائية، يمكن أن يطلق عليها مِسْحَجَة. والمسحج يستخدم لتسوية سطح قطعة خشنة من ألواح الخشب الخامّ أو تنعيمه أو لخفض سماكة القطعة الخشبية. ويطبق السَحْج (التقشير) للحصول علي أسطح مستوية أفقية أو رأسية، أو حتي مائلة في قطع التصنيع الخشبية التي عادة ما تكون كبيرة جداً بالنسبة لعملية التشكيل. وهناك أنواع خاصة من المساحج مصممة لخفض وصلات أو تعشيقات النجارة أو الإفريزات الزخرفية.